# Ralph Hirschmann
Ralph Franz Hirschmann (Fürth, 6 de maio de 1922 — Lansdale, 20 de junho de 2009) foi um bioquímico teuto-estadunidense.
Liderou uma equipe que foi responsável pela primeira síntese orgânica de uma enzima, a ribonuclease.